# Niels Viggo Bentzon

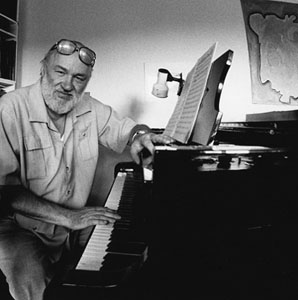
Niels Viggo Bentzon in 1986

Niels Viggo Bentzon, (Kopenhagen, 24 augustus 1919 - aldaar, 25 april 2000), was een Deens componist, pianist en organist. Hij kreeg pianoles van zijn moeder en studeerde compositie bij Knud Jeppesen aan het Koninklijk Conservatorium in Kopenhagen. Hij gaf van 1945 tot 1950 les aan het conservatorium van Aarhus en vervolgens tot 1988 aan dat van Kopenhagen. 

## Werk
Bentzon was een buitengewoon productief componist, die ongeveer 620 werken op zijn naam heeft staan. Hij componeerde onder andere de opera's Faust III (1964) en Automaten (1973), 24 symfonieën, 8 pianoconcerten, 2 vioolconcerten, een groot aantal kamermuziekwerken, strijkkwartetten, muziek voor koor en orkest en vocale composities, onder andere Bonjour Max Ernst. Tot zijn bekendste werken behoort Det tempererede Klaver, naar het voorbeeld van Das wohltemperierte Klavier van Bach. Het bestaat uit 13 x 24 preludia en fuga's, in totaal dus 624 pianostukken. 
Hij heeft diverse stijlen en stromingen doorlopen. Aanvankelijk liet hij zich inspireren door Brahms, Nielsen, Hindemith en Bartók in een overwegend neoklassiek idioom. Latere invloeden kwamen vooral van Britten, Schönberg, Berg en Stravinsky. Omstreeks 1950 was Sibelius zijn grote voorbeeld en maakte hij, net als zijn landgenoot Vagn Holmboe, gebruik van de metamorfosetechniek.
Na rond 1960 enige tijd geëxperimenteerd te hebben met dodecafonie (bijvoorbeeld in Vijf mobielen), werd hij in de decennia daarna gegrepen door de Fluxusbeweging en voelde hij zich aangetrokken tot de spontane, chaotische uitdrukkingswijzen van happenings. Bentzon was toen de bekendste vertegenwoordiger van de eigentijdse klassieke muziek in Denemarken. In zijn laatste jaren werd hij echter behoudender en keerde hij terug naar de tonaliteit.

## Trivia
- Zijn overgrootvader was de componist J.P.E. Hartmann, die in de 19e eeuw gold als de ongekroonde koning van muzikaal Denemarken.
- Niels Viggo Bentzon componeerde in 1985 een jingle voor de Deense spoorwegen, de DSB-gavotte.

- Bibsys: 90264219
- Bibliothèque nationale de France: cb13924589g (data)
- CiNii: DA1131221X
- Gemeinsame Normdatei: 124058132
- International Standard Name Identifier: 0000 0001 1496 6314
- Library of Congress Control Number: n80034224
- Nationale Bibliotheek van Letland: 000261911
- MusicBrainz: 3d825ad4-73a2-4183-9bfa-058cc5cf5631
- Nationale Bibliotheek van Tsjechië: mzk2011668020
- Nationale bibliotheek van Australië: 35190180
- Nationale Bibliotheek van Israël: 987007603980305171
- Nederlandse Thesaurus van Auteursnamen: 102393826
- Réseau des bibliothèques de Suisse occidentale: 02-A010050913
- LIBRIS: 211404
- SNAC: w6c82hx2
- Virtual International Authority File: 105524298
- WorldCat: E39PBJg4hJbBr3xy9t79TpkCcP